# Huzărești, Alba
Huzărești este un sat în comuna Gârda de Sus din județul Alba, Transilvania, România.